# Per Mobrand
Per Mobrand es un deportista sueco que compitió en vela en la clase Tornado. Ganó dos medallas de oro en el Campeonato Europeo de Tornado, en los años 1968 y 1969.

## Palmarés internacional
| Campeonato Europeo | Campeonato Europeo            | Campeonato Europeo | Campeonato Europeo |
| Año                | Lugar                         | Medalla            | Clase              |
| ------------------ | ----------------------------- | ------------------ | ------------------ |
| 1968               | Isla de Sheppey (Reino Unido) | Medalla de oro     | Tornado            |
| 1969               | Travemünde (RFA)              | Medalla de oro     | Tornado            |